# Université de Skövde
L'université de Skövde (suédois : Högskolan i Skövde) est une université publique suédoise. Fondée en 1977, elle comptait 8 000 étudiants pour 500 employés en mars 2007[réf. nécessaire].
Elle se compose de trois unités de formation :
- Institutionen för Kommunikation och Information (informatique, linguistique, pédagogie) ;
- Institutionen för Teknik och Samhälle (ingénierie, économie, sciences humaines et sociales, management) ;
- Institutionen för Vård och Natur (sciences naturelles, santé).

L'université était à sa création hébergée au sein des locaux de l'armée suédoise, avant d'être transférée dans des bâtiments modernes qui lui sont dédiés auxquels s'ajoute le Gothia Science Park, siège d'une pépinière d'entreprises.